# Микробная теория болезней

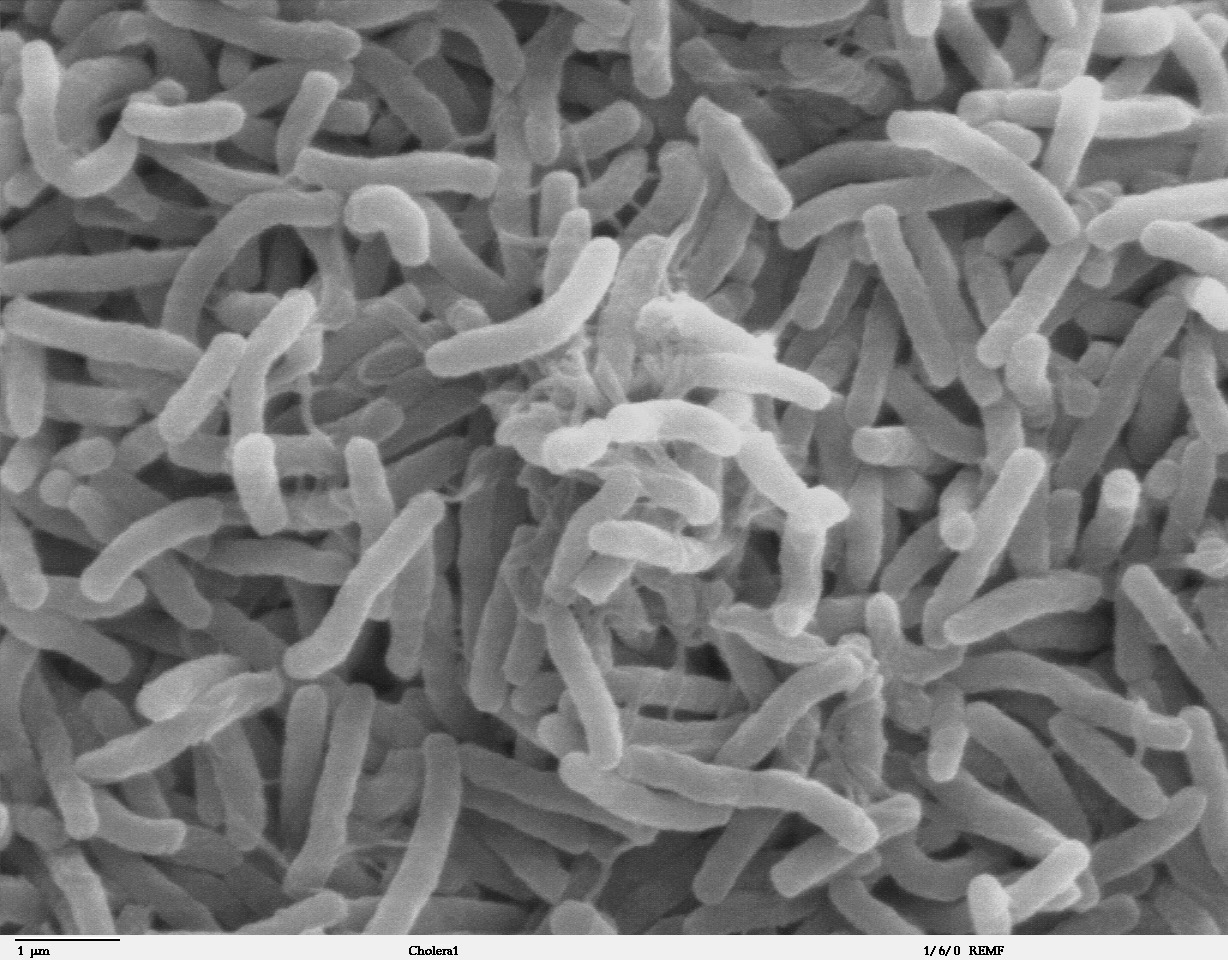
Изображение холерного вибриона - возбудителя холеры, полученное с помощью сканирующего электронного микроскопа.

Микробная теория болезней — общепринятая в настоящее время научная теория возникновения многих болезней. Теория утверждает, что причиной заболеваний зачастую являются микроорганизмы, известные как патогены или «микробы». Термин «микроб» относится не только к бактериям, но и к любому типу микроорганизмов, таких как протисты или грибы, а также к неживым патогенам, например к вирусам, прионам или вироидам. Заболевания, вызываемые возбудителями, называются инфекционными. Патогены — это возбудители болезней, которые могут передаваться от одного человека к другому, как у людей, так и у животных. Инфекционные заболевания вызываются биологическими агентами, такими как патогенные микроорганизмы (вирусы, бактерии и грибки), а также паразитами.
Основы микробной теории были предложены Джироламо Фракасторо в 1546 году и расширены Маркусом фон Пленцисом в 1762 году. Однако к этим взглядам относились без должного внимания, поскольку среди ученых и врачей доминирующей оставалась теория миазмов Галена.
К началу XIX века вакцинация против оспы была обычным явлением в Европе, хотя врачи не знали, как она работает или как распространить этот принцип на другие заболевания. Переходный период начался в конце 1850-х годов с работ Луи Пастера. Позже эта работа была расширена Робертом Кохом в 1880-х годах. Вирусы были впервые обнаружены в 1890-х годах. В конце концов, последовала «золотая эра» бактериологии, во время которой микробная теория быстро привела к идентификации реальных организмов, вызывающих многие болезни.

## Теория миазмов

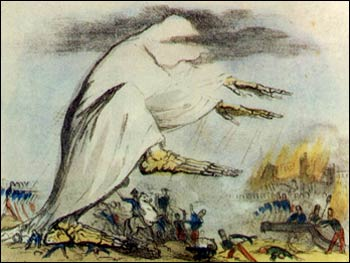
Представление Роберта Сеймура об эпидемии холеры изображает распространение болезни в виде ядовитого воздуха

Теория миазмов была преобладающей теорией передачи болезней до того, как к концу XIX века утвердилась микробная теория. Теория миазмов утверждала, что такие заболевания, как холера, хламидиоз или «черная смерть», были вызваны «миазмами» (др.-греч. μίασμα — загрязнение) — ядовитой формой «плохого воздуха», исходящего от гниющего органического вещества. Миазмы считались ядовитым паром или туманом, наполненным частицами разложившегося вещества, которые можно было идентифицировать по неприятному запаху. Теория утверждала, что болезни являются продуктом факторов окружающей среды, таких как загрязнённая вода, неприятный воздух и плохие гигиенические условия. Такие инфекции, согласно теории, не передаются между людьми, но поражают тех, кто находится в месте возникновения миазмов.

## Развитие

### Древняя Индия
В «Сушрута-самхите», санскритском медицинском трактате, написанном примерно в VI веке до нашей эры, древнеиндийский врач Сушрута написал главу «Нидана Стхана», посвящённую патологии, в которой утверждал, что «проказа, лихорадка, чахотка, болезни глаз и другие инфекционные заболевания передаются от одного человека другому посредством сексуального или иного физического контакта, совместной еды, совместного сна, совместного сидения и использования одной и той же одежды, гирлянд и паст».

### Древняя Иудея
Закон Моисея, изложенный в первых пяти книгах еврейской Библии, содержит самые ранние зафиксированные мысли о заражении при распространении болезней, что контрастирует с классической медицинской традицией и трудами Гиппократа. В частности, там представлены инструкции по карантину и мытью для защиты от проказы и венерических заболеваний.

### Греция и Рим
В Античности греческий историк Фукидид (ок. 460—400 до н. э.) был первым человеком, написавшим в своем отчете об афинской чуме, что болезни могут передаваться от инфицированного человека к другим людям.
Одна из теорий распространения заразных болезней, которые не передавались при прямом контакте, заключалась в том, что они распространялись спороподобными «семенами» (лат . Semina), которые якобы распространялись по воздуху. Римский поэт-материалист Лукреций писал в поэме «De rerum natura» («О природе вещей», ок. 56 до н. э.), что в мире существуют различные «семена», некоторые из которых вызвают у людей и животных болезни, если их вдохнуть или проглотить.
Римский энциклопедист Марк Теренций Варрон писал в первой книге «Сельского хозяйства» (Rerum Rusticarum, 36 до н. э.): «в болотах <…> заводятся какие-то крохотные существа, которых нельзя уследить глазом, но которые попадают по воздуху через рот и нос внутрь тела и производят тяжёлые заболевания».
Греческий врач Гален (129 — ок. 216) в своей работе «О первоначальных причинах» (ок. 175 г.) утверждал, что некоторые пациенты могли иметь «семена лихорадки»:4. В своей работе «О различных видах лихорадки» (ок. 175 г.), Гален предположил, что чума распространяется «определёнными семенами чумы», которые присутствовали в воздухе :6, а в своих «Эпидемиях» (ок. 176–178 г.), Гален объяснил, что у пациентов может случиться рецидив во время выздоровления от лихорадки, потому что в их телах скрывается некое «семя болезни», которое может вызвать рецидив болезни, если пациенты не будут следовать терапевтическому режиму врача :7.

### Средние века
Основная форма теории заражения восходит к медицине средневекового исламского мира, где она была предложена персидским врачом Ибн Синой (известным в Европе как Авиценна) в «Каноне врачебной науки» (1025 г.), который впоследствии стал самым авторитетным медицинским учебником в Европа вплоть до XVI века. В Книге IV «Эль-Кануна» Ибн Сина обсуждал эпидемии, обрисовывая в общих чертах классическую теорию миазмов и пытаясь объединить её со своей собственной ранней теорией заражения. Он считал, что люди могут передавать болезни другим через дыхание, отметил заражение туберкулезом и обсудил передачу болезней через воду и грязь.
Концепция невидимого заражения позже обсуждалась несколькими исламскими учеными в султанате Айюбидов, которые называли в числе причин заболеваний «нечистые вещества» (наджасат). Ученый-фикхист Ибн аль-Хадж аль-Абдари (ок. 1250 г.), обсуждая исламскую диету и гигиену, предупредил о том, как инфекция может загрязнять воду, еду и одежду и может распространяться через систему водоснабжения, и, возможно, подразумевал, что инфекция представляет собой невидимые частицы.
В эпоху раннего средневековья Исидор Севильский упомянул о «чумных семенах» (pestifera semina) в своей книге «О природе вещей» (ок. 613 г.). :20. Позже в 1345 году Томмазо дель Гарбо из Болоньи упомянул «семена чумы» Галена в своей работе Commentaria non-parum utilia in libros Galeni («Полезные комментарии к книгам Галена») :214.
В 1546 году итальянский врач Джироламо Фракасторо опубликовал три книги De Contagione et Contagiosis Morbis («О заражении и инфекционных заболеваниях»), посвящённых природе инфекционных заболеваний, классификации основных патогенов и теориям профилактики и лечения этих заболеваний. Фракасторо писал о «семенах болезней», которые распространяются через прямой контакт с зараженным хозяином, косвенный контакт с фомитами или через частицы в воздухе.

### Раннее Новое время
В 1668 году итальянский врач Франческо Реди опубликовал экспериментальные данные, опровергающие самопроизвольное зарождение — теорию о том, что живые существа возникают из неживой материи. Он заметил, что личинки возникают только из гниющего мяса. Когда мясо оставляли в банках, покрытых марлей, личинки вместо этого появлялись на поверхности марли, что позже было понято как запах гниющего мяса, проходящий через сетку и привлекающий мух, откладывающих яйца.
Считается, что микроорганизмы впервые были обнаружены в 1670-х годах Антоном ван Левенгуком, пионером микробиологии: Левенгук был первым, кто описал бактерии (1674 г.), дрожжевые клетки, жизнь в капле воды (например, водоросли) и циркуляцию кровяных телец в капиллярах. Слова «бактерии» ещё не существовало, поэтому он назвал эти микроскопические живые организмы «анимакулами», что означает «маленькие животные». Этих «очень маленьких животных» ему удалось выделить из разных источников, таких как дождевая вода, вода из пруда и колодца, а также ротовая полость и кишечник человека. Однако немецкий священник-иезуит и ученый Афанасий Кирхер, возможно, наблюдал такие микроорганизмы и раньше. Одна из его книг, написанная в 1646 году, содержит главу на латыни, которая в переводе гласит: «О чудесном строении вещей в природе, исследованном с помощью микроскопа», где говорится: «кто поверит, что уксус и молоко изобилуют бесчисленным множеством червей». Кирхер определил невидимые организмы, обнаруженные в разлагающихся телах, мясе, молоке и выделениях, как «черви». Его исследования с помощью микроскопа привели его к убеждению (которое он, возможно, придерживался первым), что болезни и гниение (разложение) вызваны присутствием невидимых живых организмов. В 1646 году Кирхер (или Кирхнер) писал, что «в крови больных лихорадкой можно обнаружить ряд вещей». Когда в 1656 году Рим поразила бубонная чума, Кирхер исследовал кровь жертв чумы под микроскопом. Он отметил наличие в крови «червячков» или «животных» и пришёл к выводу, что заболевание вызвано микроорганизмами. Он был первым, кто приписал инфекционное заболевание микроскопическому патогену, изобрёл микробную теорию болезней, которую он изложил в своем труде «Scrutinium Physico-Medicum» (Рим, 1658 г.). Вывод Кирхера о том, что болезнь вызывают микроорганизмы, оказался верным, хотя вполне вероятно, что то, что он увидел под микроскопом, на самом деле было эритроцитами или лейкоцитами, а не самим возбудителем чумы. Кирхер также предложил гигиенические меры для предотвращения распространения болезней, такие как изоляция, карантин, сжигание одежды, которую носят инфицированные и ношение масок для предотвращения вдыхания микробов.
В 1700 году врач Николя Андри утверждал, что микроорганизмы, которые он называл «червями», ответственны за оспу и другие заболевания.
В 1720 году Ричард Брэдли выдвинул теорию о том, что чума и «все чумные болезни» вызваны «ядовитыми насекомыми», живыми существами, которые можно увидеть только с помощью микроскопа.
В 1762 году австрийский врач Маркус Антониус фон Пленциц (1705—1786) опубликовал книгу под названием «Opera medico-physica». Фон Пленциц отметил различие между болезнями, которые являются одновременно эпидемическими и заразными (например, корь и дизентерия), и болезнями, которые являются заразными, но не эпидемическими (например, бешенство и проказа).

### XIX и XX века

#### Джон Сноу, Великобритания
Британский врач Джон Сноу считается основоположником современной эпидемиологии за изучение вспышки холеры на Брод-стрит в 1854 году. Сноу раскритиковал итальянского анатома Джованни Марию Ланчизи за его работы начала XVIII века, в которых утверждалось, что болотные миазмы распространяют малярию, опровергая тот факт, что плохой воздух от разлагающихся организмов присутствовал не во всех случаях. В своей брошюре 1849 года «О способах передачи холеры» Сноу предположил, что холера распространяется фекально-оральным путем, размножаясь в нижних отделах кишечника человека.
Во втором издании книги, опубликованном в 1855 году, Сноу предположил, что холера вызывается клетками, меньшими, чем эпителиальные клетки человека, что привело к подтверждению Робертом Кохом в 1884 году бактериального вида Vibrio cholerae в качестве возбудителя. Признавая биологическое происхождение, Сноу рекомендовал кипятить и фильтровать воду, положив начало современным рекомендациям по кипячению воды.
Посредством статистического анализа, связывающего случаи холеры с конкретными водяными насосами, связанными с компанией Southwark and Vauxhall Waterworks Company, которая поставляла загрязнённую сточными водами воду из реки Темзы, Сноу показал, что в районах, снабжаемых этой компанией, погибло в четырнадцать раз больше людей, чем жителей, использующих воду компании Lambeth Waterworks, которая брала воду из более чистых источников.

#### Луи Пастер, Франция

Эксперимент Луи Пастера по спонтанному зарождению показывает, что жидкие питательные вещества портятся частицами в воздухе, а не самим воздухом. Результаты этих экспериментов подтвердили микробную теорию болезней

В середине XIX века французский микробиолог Луи Пастер продемонстрировал, что обработка женских половых путей борной кислотой убивает микроорганизмы, вызывающие послеродовые инфекции, избегая при этом повреждения слизистых оболочек.

#### Роберт Кох, Германия
В 1884 году немецкий бактериолог Роберт Кох опубликовал четыре критерия установления причинно-следственной связи между микроорганизмами и заболеваниями, известные теперь как постулаты Коха:
1. Микроорганизм должен быть обнаружен в достаточном количестве в больных организмах, но не должен обнаруживаться у здоровых.
2. Микроорганизм необходимо выделить из больного организма и вырастить в чистой культуре.
3. Выращенные в культуре микроорганизмы, как правило, должны вызывать заболевание при попадании в здоровый организм.
4. Микроорганизм должен быть повторно изолирован от инокулированного больного организма и идентифицирован как идентичный исходному специфическому возбудителю.

Ещё при жизни Кох осознавал, что постулаты не являются универсально применимыми, например, бессимптомные носители холеры нарушают первый постулат. По той же причине в третьем постулате дано уточнение «как правило», поскольку не все организмы-хозяева, подвергшиеся воздействию инфекционного агента, заразятся инфекцией, возможно, из-за различий в предыдущем воздействии возбудителя. Кроме того, вирусы невозможно выращивать в чистых культурах, поскольку они являются облигатными внутриклеточными паразитами, что делает невозможным выполнение второго постулата. Аналогичным образом, патогенные неправильно свернутые белки, известные как прионы, распространяются только путем передачи своей структуры другим белкам, а не путем саморепликации.
Хотя постулаты Коха сохраняют историческое значение, поскольку подчёркивают, что корреляция не означает причинно-следственную связь, многие патогены принимаются в качестве возбудителей конкретных заболеваний, не отвечая всем критериям. В 1988 году американский микробиолог Стэнли Фалькоу опубликовал молекулярную версию постулатов Коха, призванную установить корреляцию между микробными генами и факторами вирулентности.

#### Джозеф Листер, Великобритания
Прочитав статьи Пастера о бактериальной ферментации, британский хирург Джозеф Листер признал, что сложные переломы, при которых кости прорываются через кожу, с большей вероятностью заражаются из-за воздействия микроорганизмов из окружающей среды. Он обнаружил, что карболовую кислоту можно прикладывать к месту травмы в качестве эффективного антисептика.

## Влияние на городской быт
Микробная теория привела к существенным изменениям быта в развитых странах. У населения появилась привычка поддержания чистоты: мытья тела, продуктов питания, посуды, одежды и жилища. Важную роль с этой точки зрения сыграла доступность воды в домашнем хозяйстве (водопровод). Обилие воды и «нулевая толерантность» к грязи полностью изменили домашний быт. Изменившись, привычки людей сыграли в снижении смертности в викторианской Англии именно ту роль, которую и предсказывали такие специалисты, как Эдвин Чедвик.